# علي سلمان
الشيخ علي سلمان أحمد سلمان (ولد في 30 أكتوبر 1965) هو ناشط سياسي بحريني، ورجل دين شيعي، الأمين العام لجمعية الوفاق الوطني الإسلامية ويعتبر أحد قادة المعارضة في البحرين، ومعتقل في السجون البحرينية من 2014 ومحكوم بالسجن المؤبّد.

## حياته
ولد عام 1965م بقرية البلاد القديم. التحق بقسم الرياضيات في جامعة الملك فيصل في الدمام عام 1984 ليدرس أربع سنوات بعد ذلك هاجر إلى الجمهورية الإسلامية الإيرانية عام 1987م ليلتحق بالحوزة العلمية في قم وينتظم في دراسة العلوم الإسلامية.عاد إلى البحرين من مدينة قم عام 1993م والتزم إمامة المصلين في جامع الإمام الصادق بالدراز نيابةً عن عيسى أحمد قاسم الذي سافر آنذاك إلى قم لمواصلة مسيرته العلمية، وبعد عودة عيسى أحمد قاسم ومع الانفراجة السياسية التزم إمامة المصلين بمسجد الصادق عليه السلام بمنطقة القفول بالمنامة.

## نشاطاته السياسية

### البدايات
في الحادي عشر من شهر المحرم عام 1985 م قامت قوات مكافحة الشغب بمحاصرة قرية الدّراز (المنطقة التي كان يسكن فيها عيسى قاسم) وفرضت حظر التجوال لمسيرات المواكب الحسينية المتجهة إليه، واستخدمت الأجهزة الأمنية الغاز المسيل للدموع لتفريق الجماهير ومن ثم اعتقال بعضهم، فكانت جميع هذه الأحداث مع بيانات الشيخ عيسى قاسم بمنظر ومرأى من أنظار الشيخ علي سلمان، ومنعطف رئيسي في حياة الشيخ علي سلمان.
شارك في العريضة النخبوية عام 1992م، ثم كان من الذين تبنوا العريضة الشعبية في منتصف عام 1994م. وتم اعتقاله أكثر من مرة بين عامي 1993م و1994م ومن ثم إبعاده للإمارات العربية المتحدة في 1995م، ومنها انتقل إلى لندن في 1995م. ثم عاد إلى وطنه عام 2001م بعد طرح مشروع الميثاق الوطني بعد أن قضى أكثر من خمس سنوات في بريطانيا.

### تأسيس جمعية الوفاق الوطني الإسلامية
أسس جمعية الوفاق الوطني الإسلامية في عام 2001م وتولى منصب الأمين العام فيها، وقرر الدخول في العملية السياسية والانتخابية التي أقيمت في عام 2006م وعلى رأس القائمة الترشيحية للجمعية فترشح عن الدائرة الأولى للمحافظة الشمالية، وأصبح نائب في مجلس النواب مرشح من جمعية الوفاق الإسلامية في عام 2006م.

### الاحتجاجات البحرينية 2011
في الاحتجاجات البحرينية 2011 دعى إلى عدم استعمال العنف وإلى مظاهرات سلمية والسماح للشعب بحرية التعبيير التي يكفلها الدستور وعدم قمع المتضاهرين السلميين، وأعلنت جمعية الوفاق أن شعار إسقاط النظام لا يمثلها بل إنها تطالب بإصلاح سياسي وتعديل الدستور وإضافة صلاحيات للبرلمان وجعل الشعب مصدر السلطات بدلاً من تفرد العائلة الحاكمة بالسلطة، واعتبر علي سلمان دخول قوات درع الجزيرة للبحرين خطأ استراتيجيا، أعطى بعداً إقليميا للأزمة وزاد من تعقيداتها، ودعا دول الخليج إلى أن تكون جزءا من الحل، وليس جزءاً من المشكلة، وبعد تعثر جهود جمعية الوفاق الوطني الإسلامية لإيقاف قتل المواطنين على ايدي منتسبي الأجهزة الأمنية والعسكرية قدمت كتلة الوفاق انسحابها من المجلس النيابي وقاطعت انتخابات المجلس النيابي وغيره من الانتخابات، وظهر علي سلمان في عِدة حوارات تلفزيونية مثل فيها المعارضة وطالب بالإصلاحات الفعلية وتحقيق مطالب الشعب إلى حين اعتقاله.

### اعتقالاته
تم اعتقاله أكثر من مرة بين عامي 1993م و1994م.
اعتقلته السلطة لساعات بتاريخ 27 ديسمبر/ كانون الأول 2013 إثر خطبته في اليوم الجمعة حيث عبّرت عنها الإدارة البحرينة بأنّها طائفية، كما أكد الشيخ علي سلمان عبر حسابه في موقع التواصل الاجتماعي تويتر «منذ مارس 2011 تقوم سيارات كبيرة الحجم نوافذها سوداء بين حين وآخر بتعقب حرمي المصون».
اعتقل الأمين العام لجمعية الوفاق الوطني الإسلامية الشيخ علي سلمان صباح يوم 28 ديسمبر / كانون الأول 2014 م عند توجهه للنيابة العامة أثر إحضارية مرسلة إليه 
في يناير/ كانون الثاني عام 2019، أُعلن الحكمُ بالسجن المؤبّد على علي سلمان، وذُكر أن الحكم نهائي، ولا يجوز استئنافه بتهمة «التخابر مع قطر».

## مقالات ذات صلة
- خليل المرزوق
- محمد يوسف المزعل
- محمد جميل الجمري
- جاسم حسين